# Lucjan Motyka

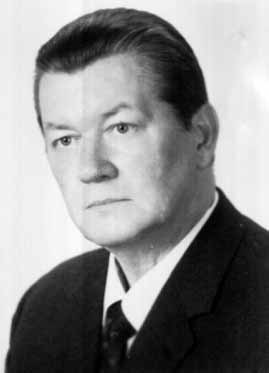
Lucjan Motyka (1965)

Lucjan Motyka (* 4. Mai 1915 in Krakau; † 22. November 2006 in Warschau) war ein Politiker der Polnischen Vereinigten Arbeiterpartei PZPR (Polska Zjednoczona Partia Robotnicza) in der Volksrepublik Polen, der unter anderem zwischen 1947 und 1971 Mitglied des Sejm sowie von 1964 bis 1971 Minister für Kultur und Kunst war. Er war danach zwischen 1971 und 1975 Botschafter der Volksrepublik Polen in der Tschechoslowakei und von 1976 bis 1980 abermals Mitglied des Sejm. Er fungierte zwischen 1978 und 1980 als Botschafter in der Volksrepublik Bulgarien und von 1980 bis 1982 als Botschafter in der Schweiz.

## Leben

### Kommunistischer Aktivist, Zweiter Weltkrieg und frühe Nachkriegsjahre
Lucjan Motyka, Sohn von Franciszek Motyka und dessen Ehefrau Anna, war in der Zeit bis zum Zweiten Weltkrieg als Bauarbeiter sowie Fahrer tätig und trat 1931 der Polnischen Sozialistischen Partei PPS (Polska Partia Socjalistyczna) als Mitglied bei. In der Folgezeit war er nicht nur als Aktivist in der PPS tätig, sondern auch in der Jugendarbeit und der Gewerkschaftsbewegung sowie der Gesellschaft der Arbeiteruniversität TUR (Towarzystwo Uniwersytetu Robotniczego). Aufgrund seiner politischen Aktivitäten wurde er 1937 festgenommen und befand sich als politischer Gefangener für sechs Monate in Haft im Gefängnis Bereza Kartuska. Nach dem Überfall auf Polen durch die deutsche Wehrmacht wurde er 1943 von der Besatzungsmacht festgenommen und befand sich bis 1944 im KZ Auschwitz.
Nach Kriegsende war Motyka zwischen April und November 1945 Erster Sekretär der PPS der Woiwodschaft Krakau. Am 4. Mai 1945 wurde er für die PPS Mitglied des Nationalrates (Krajowa Rada Narodowa), dem er bis 1947 angehörte. Während dieser Zeit war er Vorsitzender des Ausschusses für Verwaltung und Sicherheit sowie zugleich Mitglied der Ausschüsse zur Erarbeitung des Wahlgesetzentwurfs sowie für Kommunikation. Außerdem fungierte er zwischen November 1945 und November 1947 als Sekretär des Zentralkomitees des Verbandes der Arbeitergewerkschaften ZPZZ (Zrzeszenie Pracowniczych Związków Zawodowych) sowie von Juni 1947 bis Juli 1948 als Vorsitzender des ZK der Jugendorganisation der Gesellschaft der Arbeiteruniversitäten OMTUR (Organizacja Młodzieży Towarzystwa Uniwersytetu Robotniczego). Er wurde 1947 für die PPS Mitglied des Gesetzgebenden Sejm (Sejm Ustawodawczy) und gehörte diesem für den Wahlkreis Nr. 47 Chrzanów bis 1952 an. Er war Mitglied des Präsidiums der PPS-Fraktion sowie der Ausschüsse für See- und Außenhandel, für Nationale Verteidigung, für Wirtschaftsplanung und Haushalt und nach Änderung der Sejmordnung am 2. Juli 1949 Mitglied des Gesundheitsausschusses. Des Weiteren fungierte er zwischen Juli 1948 und Januar 1949 als Generalsekretär des Zentralvorstandes des Polnischen Jugendverbandes ZMP (Związek Młodzieży Polskiej) und damit enger Mitarbeiter des ZMP-Vorsitzenden Janusz Zarzycki.

### ZK-Mitglied, Sejm-Abgeordneter und Staatssekretär
Auf dem I. (Gründungs-)Parteitag der Polnischen Vereinigten Arbeiterpartei PZPR (Polska Zjednoczona Partia Robotnicza) (15. bis 22. Dezember 1948) wurde Lucjan Motyka erstmals Mitglied des ZK und gehörte diesem Führungsgremium der Partei nach seinen Bestätigungen auf dem II. Parteitag (10. bis 17. März 1954), auf dem III. Parteitag (10. bis 19. März 1959), auf dem IV. Parteitag (15. bis 20. Juni 1964), auf dem V. Parteitag (11. bis 16. November 1968), auf dem VI. Parteitag (6. bis 12. Dezember 1971) sowie auf dem VII. Parteitag (8. bis 12. Dezember 1975) bis zum VIII. Parteitag (11. bis 15. Februar 1980) über 31 Jahre lang an. Im April 1949 wurde er Direktor der Zentralstelle für Körperkultur GUKF (Główny Urząd Kultury Fizycznej) sowie im Anschluss zwischen Februar 1950 und Juli 1951 Vorsitzender des daraus hervorgegangenen Zentralkomitees für Körperkultur GKKF (Główny Komitet Kultury Fizycznej). 1951 wechselte er ins Ministerium für Kultur und Kunst (Ministerstwo Kultury i Sztuki) und war anfangs Leiter der Abteilung für Bildende Kunst und Ausstellungen sowie zuletzt bis 1955 Direktor des Zentralrats für Bildende Kunst und Ausstellungen.
Am 20. November 1952 wurde er für die PRPZ Mitglied des Sejm und vertrat in der ersten Legislaturperiode bis zum 20. November 1956 den Wahlkreis Nr. 60 Nowy Sącz, in der darauf folgenden zweiten Legislaturperiode vom 20. Februar 1957 bis zum 17. Februar 1961 den Wahlkreis Nr. 33 Chrzanów sowie in der dritten Legislaturperiode zwischen dem 15. Mai 1961 und dem 31. März 1965 jeweils den Wahlkreis Nr. 36 Chrzanów. Er war zwischen 1952 und 1956 Mitglied des Ausschusses für Gesetzgebungsangelegenheiten sowie von 1957 bis 1961 Vize-Vorsitzender des Ausschusses für Kultur und Kunst. Zugleich war zwischen 1952 und 1965 Mitglied des Präsidiums der PZPR-Fraktion sowie von 1961 bis 1965 Mitglied des Ausschusses für Kultur und Kunst. Im Februar 1955 wurde er schließlich Staatssekretär im Ministerium für Kultur und Kunst und war als solcher zwei Jahre lang bis Februar 1957 Stellvertreter des Ministers für Kultur und Kunst Włodzimierz Sokorski (Februar 1955 bis April 1956) beziehungsweise Karol Kuryluk (April 1956 bis Februar 1957).

### Polnischer Oktober 1956, Erster Parteisekretär der Woiwodschaft Krakau und Minister für Kultur und Kunst
Während der Zeit des Polnischen Oktober 1956 gehörte Lucjan Motyka im Machtkampf innerhalb der PZPR der nach einem Komplex modernistischer Mietshäuser in der Ul. Puławska 24 und 26 in Warschau benannten „Pulawy“-Gruppe (Puławianie) unter Führung von Roman Zambrowski und Leon Kasman an, die hauptsächlich aus Intellektuellen und Aktivisten bestand, die im ersten Jahrzehnt Volkspolens aktiv waren. Die Pulawy-Fraktion stand in Opposition zur Natolin-Fraktion um Zenon Nowak, Wiktor Kłosiewicz, Hilary Chełchowski, Aleksander Zawadzki, Władysław Kruczek, Władysław Dworakowski, Kazimierz Mijal, Franciszek Mazur, Bolesław Rumiński, Franciszek Jóźwiak und Stanisław Łapot, die gegen die Liberalisierung des kommunistischen Systems war, und die nationalistische und antisemitische Parolen proklamierte, um in der PZPR an die Macht zu kommen.
Daraufhin übernahm Motyka am 14. Februar 1957 den Posten als Erster Sekretär des PZPR-Komitees der Woiwodschaft Krakau und verblieb fast acht Jahre bis zum 16. Dezember 1964 auf diesem Posten. Kurz zuvor übernahm er am 12. Dezember 1964 Tadeusz Galiński im vierten Kabinett von Ministerpräsident Józef Cyrankiewicz selbst das Amt als Minister für Kultur und Kunst (Minister kultury i sztuki) und bekleidete dieses auch im fünften Kabinett Cyrankiewicz (25. Juni 1965 bis 28. Juni 1969), sechsten Kabinett Cyrankiewicz (28. Juni 1969 bis 23. Dezember 1970) sowie bis zum 26. Oktober 1971 noch im ersten Kabinett von Ministerpräsident Piotr Jaroszewicz.
Er wurde am 24. Juni 1965 wieder Mitglied des Sejm und vertrat in der vierten Legislaturperiode bis zum 29. April 1969 sowie in der darauf folgenden Legislaturperiode zwischen dem 27. Juni 1969 und dem 22. Dezember 1971 jeweils den Wahlkreis Nr. 38 Nowy Sącz. Er war von 1965 bis 1971 weiterhin Mitglied des Präsidiums der PZPR-Fraktion.

### Botschafter in der Tschechoslowakei, Bulgarien und der Schweiz
Nach seinem Ausscheiden aus der Regierung wurde Motyka am 25. November 1971 Nachfolger von Włodzimierz Janiurek als Botschafter der Volksrepublik Polen in der Tschechoslowakischen Sozialistischen Republik und verblieb auf diesem diplomatischen Posten bis zum 9. April 1975, woraufhin der bisherige Vize-Ministerpräsident Jan Mitręga ihn ablöste. Motyka wiederum hatte am 2. April 1975 die Funktion als Leiter der Kulturabteilung des ZK der PZPR und behielt diese bis zum 13. Dezember 1977. Außerdem wurde er am 25. März 1976 wieder Mitglied des Sejm und vertrat in der siebten Legislaturperiode bis zum 18. Februar 1980 nunmehr den Wahlkreis Nr. 64 Tarnów. Er war zwischen 1976 und 1980 wieder Vize-Vorsitzender des Ausschusses für Kultur und Kunst sowie wieder Mitglied des Präsidiums der PZPR-Fraktion.
1978 löste Motyka Jerzy Muszyński als Botschafter der Volksrepublik Polen in der Volksrepublik Bulgarien ab und hatte dieses Amt bis 1980 inne, woraufhin Władysław Napieraj seine dortige Nachfolge antrat. Er selbst wiederum übernahm von Józef Tejchma den Posten als Botschafter in der Schweiz und hatte diesen bis zu seiner Ablösung durch Marian Dmochowski 1983 inne. Er engagierte sich ferner über viele Jahre im Verband der Kämpfer für Freiheit und Demokratie ZBoWiD (Związek Bojowników o Wolność i Demokrację) und war unter anderem zwischen 1985 und 1990 Vizepräsident des Hauptvorstandes der ZBoWiD. Zugleich war er von 1985 bis 1990 Mitglied des sogenannten „Gedenkstättenrates“, des Rates zur Bewahrung des Gedenkens an Kampf und Martyrium (Rada Ochrony Pamięci Walk i Męczeństwa). Ferner war er von 1986 bis 1990 Mitglied des Konsultativrates beim Vorsitzenden des Staatsrates der Volksrepublik Polen (Rada Konsultacyjna przy Przewodniczącym Rady Państwa), ein Gremium zur Beratung von Staatspräsident Wojciech Jaruzelski.
Für seine Verdienste wurde er mehrfach ausgezeichnet und erhielt unter anderem 1980 den Orden Erbauer Volkspolens (Order Budowniczych Polski Ludowej), den Orden des Banners der Arbeit (Order Sztandaru Pracy) Erster Klasse, die Würde eines Kommandeurs, das Offiziers- und das Ritterkreuz des Ordens Polonia Restituta, den Orden des Grunwald-Kreuzes (Order Krzyża Grunwaldu) Dritter Klasse, die Medaille zum 10. Jahrestag von Volkspolen (Medal 10-lecia Polski Ludowej), die „Ludwik Waryński“-Medaille (Medal im. Ludwika Waryńskiego) sowie den Verdienstorden der Italienischen Republik. Er war Aniela Zdzisława Kieres (1921–2003) verheiratet und war nach seinem Tode wurde er auf dem Warschauer Powązki-Friedhof bestattet.